# 印中搜闻
《印中搜闻》是由传教士马礼逊与米怜，于1817年5月在英属马六甲（今马来西亚马六甲州）创办。从创刊到停刊，《印中搜闻》正式发行五年，共分为3卷，20号。1822年6月2日米怜于马六甲逝世，导致 《印中搜闻》被迫停刊。米怜在发刊词中说，创刊的目的是为了让东方的传教士了解关于欧洲和亚洲的消息，成为互相沟通与更新各地传教动态的媒介。

## 历史

### 背景
1813年7月，米怜与妻子抵达澳门，原本欲协助马礼逊展开一系列的传教活动，但由于清政府当时实行禁止基督教在华传教活动的政策，因此米怜不能以传教士的身份在广州合法居住。此外，信奉天主教的澳门葡萄牙当局以米怜来澳“具有宗教性目的”，“可能巡海罗马天主教会的利益”为由，在打抵达的第二天，就做出他不得在澳门居留的决议。 由于突发状况的出现，米怜只在广州秘密逗留几个月，便于1814年春乘船前往马六甲，向当地华人进行传教活动。经过考察与与当地官员洽谈后，他重返广州与马礼逊商讨，并决定在马六甲建立传教会所。
米怜在马六甲创立会所的目标有以下几点：建立一个书院（英华书院）、创立一家印刷机构并负责影印与创办一份中文月刊、一份英文季刊以及传教书籍。

### 创刊
1815年春，在米怜离开广州的前一夜，他和马礼逊共同拟订了一个名为“恒河外方传道团”的计划，这份计划将由马礼逊与米怜共同实施。这份计划的第8点即是“极之盼望有一份小型的英文期刊，用以促进伦敦会在印度各地宣教点的团结和合作，并普遍推动对基督教伦理的爱慕和实践。此计划拟在马六甲尽速推进，并邀请主内同工参与其事”。由此可见，在《印中搜闻》发行前几年，马礼逊和米怜早已将创办这份刊物列入计划的一部分。这个计划的第4点是“拟在马六甲发行一份小规模的中文杂志”，结果米怜到达马六甲的当年就创办了《察世俗每月统记传》，而《印中搜闻》的创办，则是在他到马六甲生活的两年之后才开始编撰。
米怜在发刊词中说，创办这份刊物是为了使伦敦会在东方的传教士了解关于欧洲和亚洲的各种消息，为他们提供互相沟通的媒介，使他们得以相互了解各地传教动态。《印中搜闻》与《察世俗每月统记传》的编辑方向大为不同，该刊主要以刊载三类文字为主：其一，关于传教动态的叙述性文字，主要的传教士的报告和信件摘编；其二，一般性报道，主要是世界各地基督教状况的简要说明；其三，各种杂录，包括传教士所在国家的文学、哲学、历史等等的评述，以及各国著述的译作。。最终，《印中搜闻》以刊载有关中国与东南亚地区社会与历史文化为主，而传教的消息与内容反成了次要内容。
米怜曾对该刊的风格做出以下说明，说他主张“实用性优先于高质量。对那些希望在其主要论题上获取真正信息的人来说，本刊不会辜负他们的关注。那些愿意且有资格提出责难和批评的人，也会发现足够的空间”。

### 办报
《印中搜闻》前后只发行了5年，共3卷，正文共有1001页。其中，第1卷1－6号，时间自1817年5月至1818年10月；第2卷7－14号，时间自1819年1月至1820年10月；第3卷15－20号，时间自1821年1月至1822年4月，各卷页码是连续编排的。
《印中搜闻》各期的篇幅均有所不同。第1卷第1号正文只有18页，第2号20页。第3号增加到40页，第4号则达52页，但第4－5号又减少到40余页。第2卷各期的页数也各有不同，如第7号48页，而第8号则近70页。其后各期的页数多在60页左右，第14号则近80页。第3卷的情况与第2卷相仿佛。对此，米怜在第3卷发刊词中说：“一旦订户数量足够支持由此会产生的更多费用，我们就准备满足这种愿望。”
《印中搜闻》的发行虽然属于“恒河外方传道团”工作计划的组成部分，也得到了伦敦会海外传教差会的肯定，但它并未得到差会经费的支持。伦敦会的司库在1819年的一封给马礼逊的信中说，该刊“办得很好。由于该月刊的性质有点太过广泛，本会难于确实无疑地予以认可”。1818年2月，“恒河外方传道团”做出的决议中其中一项包括：《印中搜闻》“目前由马礼逊和米怜两位先生合资经营。两人须向伦敦会归还先前所支付的一切有关费用”。由此可见，米怜与马礼逊两人须以私人款项来支撑《印中搜闻》的出版与发行。

### 停刊
从米怜在1820年出版的一部著作中的表示，我们可以看出《印中搜闻》的发行量并不理想。“我们在印度这一边的英语读者数量很小，寄到欧洲等地。则所费甚巨，且不稳定。但即使她始终只能勉强维持，只要对传教士和普通的知识进步有所帮助，就会一直办下去”。。
除此以外，米怜在马六甲除了需忙于日常的传教事务之外，他尚须承担管理一个书院、一份中文月刊、一份英文季刊、一个印刷出版机构等的重任。在压力如此大的情况下，外加上人手的短缺与资金上的压力，种种压力的叠加之下很大程度的损害了米怜的健康。此外，米怜的妻子于1819年春病逝，进而使米怜的病情日渐严重。
1822年6月2日，米怜在马六甲逝世，享年三十七岁。

## 主要内容
由于，《印中搜闻》仍是由传教士所创刊与经营的刊物，因此存有有关传教动向的消息在所难免。如第1号“传道团消息”，包括对南洋、广州、马六甲、加尔各答、马德拉斯等地传教消息的报道。其中，米怜对其亲自管理的马六甲传教站的各项事业的报道，是最为详细的。 此外，在南洋其他地区的传教站所举办的活动消息的报道也是《印中搜闻》的关注对象。
除此以外，以上栏目偶尔也会刊登关于亚洲地区基督教传播的评论，与这些地区的本身信仰与风俗的一些批判性文字与内容。此外，栏目还包含了一些讨论《圣经》翻译成亚洲文字的理论和方法等的理论性文章以及如何在亚洲地区遵守安息日等宗教性话题。而在某一些时刻，这份刊物也报道悼词，如：谭信夫人（Mrs. Thomson）、米怜夫人（Mrs. Milne）、马礼逊夫人（Mrs. Morrison）去世后，《印中搜闻》都曾发表长篇文章，介绍其生平，并进行缅怀。
《印中搜闻》的第1、2期由“各传道团报道”、“一般新闻”、“杂录”3个部分组成，其中“各传道团消息”的内容涉及中国、印度、东南亚和南非的传教机构。自此以后，这些传教机构的消息成了《印中搜闻》上的固定内容，基本上会固定出现在各期的栏目内容中。但从第3期开始，首要栏目的位置换成了以“印中杂录”为主，而先前的“各传道团报道”则被换成了刊物中的最后一个栏目。“杂录”的部分主要以“大事记”为主，它以报道中国政治与社会新闻为主轴，但同时兼容朝鲜、日本等国所发生的社会动向与新闻。
从第4期开始，杂录的部分增加了“译文”的分栏，随即刊登一些有关中国与东南亚国家文献的英译文。这种栏目编辑的重新调整，可以表现出编者欲对刊物的呈现方向与方式做出调整，从最初的以传教事务为主的报道方式，转为以亚洲地区中多个国家的社会与历史文化为主轴。但第2卷第12期开始，此栏目编排显得较为混乱，“大事记”和“译文”两个分栏的设置不太严格。在这两个部分之间的第2个部分，是“论说、传教短简等”，一般发表传教士们讨论传教理论、方法和具体问题的文章和信件，此外还有答问的小栏目，用以讨论与传教相关的问题。从第5期开始，在这个栏目中长期连续刊载“中国书目”，介绍一些在作者看来有代表性的中国文献。
《印中搜闻》的第1、2卷基本上采用以上的栏目结构。第3卷首期（第15号）开始，“印中杂录”栏目从原来的名称更改为“印中文化”，重点介绍中国和其他地区的文化。第2部分更名为“印中基督教杂录”，登载关于传教学和护教论方面的文章，以及一些传教消息，与先前的“各传道团消息”有部分相似之处。而原来第一部分的“大事记”被移至”第3部分跟名为“印中新闻”的栏目。可见，第3卷的内容较之第1、2卷有相当大的变动，反映米怜在编辑方面有了新的思维与方向，并对刊物进行了大幅度的调整。

## 影响
《印中搜闻》以中国作为主要关注对象。该刊中关于中国的内容，可以分为三类。一是关于传教士（即马礼逊和米怜）在中国（广州-澳门）活动的情况；二是关于中国社会、政治、经济、军事、文化等各方面动态的报道；三是关于中国历史文化、政治制度等方面的学术研究。对中国政治、经济和生活等方面的现实状况的报道，内容更为丰富。该刊多次发表文章，强调了解和研究中国的重要性。
《印中搜闻》中的报道所涉及的领域与内容是多方面的，其中包括清政府的动态、地方政府的新闻、司法制度的变更、社会治安问题、中西双方关系、中国社会的风俗习惯、社会道德状况、生活水平、宗教信仰，以及广州的对外交往等等，有时译载相关的上谕、奏折、文牍、告示等文献。透过刊物文章的呈现提供读者更全方位了解与加深对中国的印象的机会。
这类对中国的报道，不仅得以让当时的西方读者得以了解到中国的情况，更为多年以后的现在研究中国社会史的学者提供了素材、文献与研究方向。《印中搜闻》中部分报道的具体细节如今在中文资料库里已难以寻觅。虽然19世纪前期的历史背景下，西方社会对中国的报道形式与内容都是以西方文化的价值观为坐标，进而对中国，乃至亚洲文化进行评判，但这些报道却是了解18世纪末至19世纪初西方对中国形象的一个重要组成部分。因此，这些报道无论是作为当年的实际影响，倘或今天的史料研究来看，它们都具有不可忽视的价值。